# Télédétection spatiale

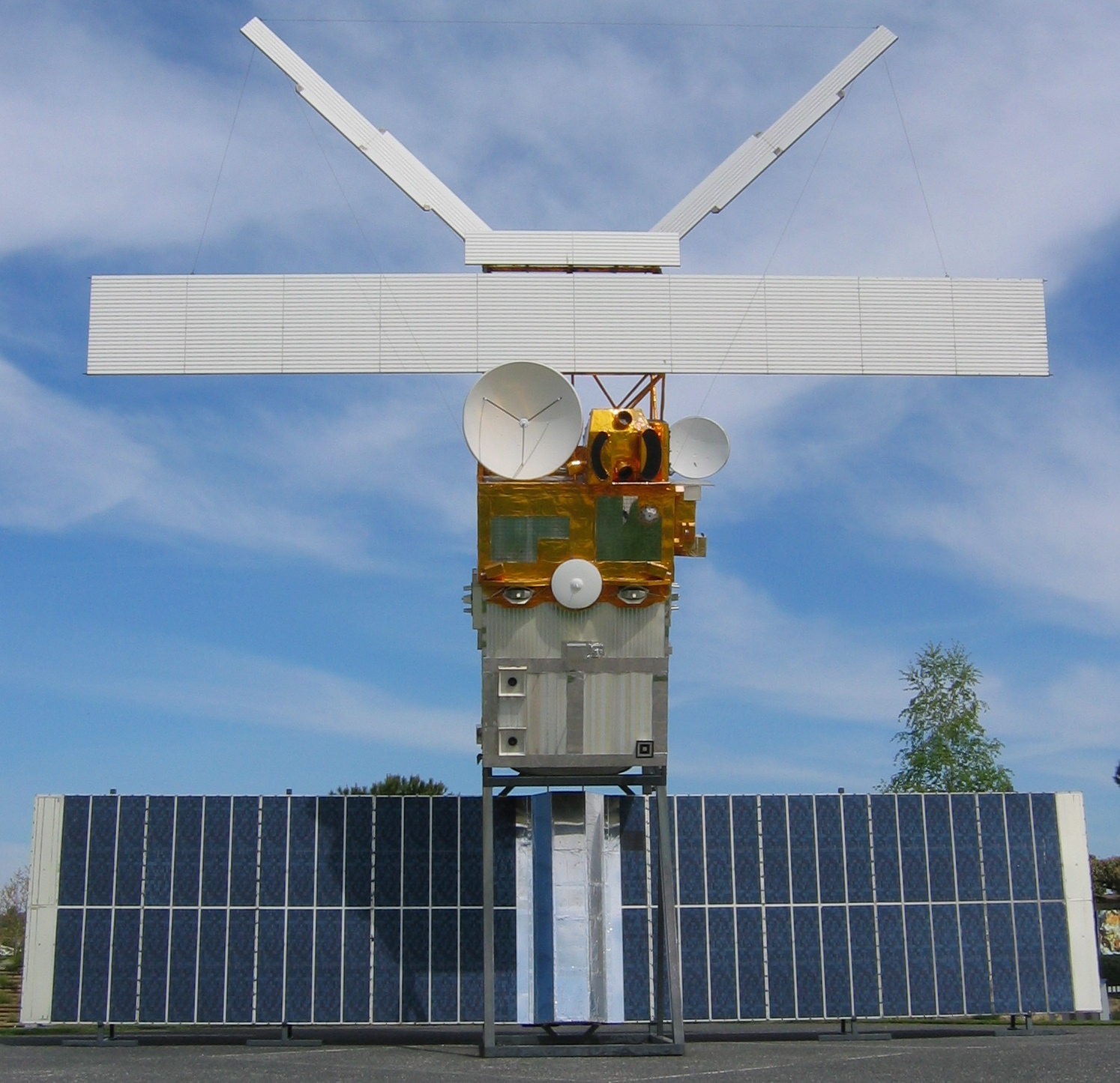
Maquette du satellite de télédétection européen ERS 2 qui utilise de nombreux instruments effectuant de la télédétection spatiale : radar, radiomètre, scatteromètre, spectromètre.

La télédétection spatiale est une technique d'observation à partir d'un engin spatial : elle repose sur des observations depuis l'orbite par réception d'ondes électromagnétiques à l'aide de capteurs passifs ou actifs. Ceux-ci peuvent être des caméras ou des spectromètres (instruments passifs), des radars (radar spatial) (instruments actifs), etc. Le satellite de télédétection s'oppose au satellite qui effectue des observations en utilisant des instruments effectuant des mesures in situ, par exemple pour étudier le champ magnétique, les champs électriques, la composition de l'exosphère, le plasma, la poussière interplanétaire...
La télédétection spatiale est le plus souvent réalisée par des satellites observant la Terre - on parle alors de Satellite d'observation de la Terre -, utilisé à des fins civiles, mais aussi d'autres planètes autour desquelles ils sont en orbite, telle que Mars. Pour les utilisations militaires, on parle de satellite de reconnaissance (satellite espion). Les engins explorant d'autres corps que la Terre et qui ne restent pas en orbite autour de cette dernière sont désignés sous le terme générique de sonde spatiale, quelle que soit la nature des instruments embarqués. Les instruments de télédétection spatiale s'opposent aux instruments effectuant des mesures in situ c'est-à-dire effectuant des mesures sur le milieu au contact des capteurs (magnétomètres, mesures du plasma, etc.).
La télédétection spatiale est principalement utilisée en météorologie (atmosphère), climatologie (atmosphère, terres émergées, océans) et en cartographie. Les longueurs d'onde et les résolutions spatiales sont variables. Cette approche permet de suivre de manière régulière et continue l'évolution de la végétation, de la couverture neigeuse, des aérosols en suspension dans l'atmosphère, de certaines pollutions.

## Instrumentation
Les techniques de télédétection spatiale dérivent de celles d'instruments de télédétection embarqués à bord d'avions ou de ballons avec un certain nombre de spécificités liés à l'altitude beaucoup plus élevée, à la couverture, aux modes de prise de vue, aux modalités d'enregistrement, de stockage et de transmission des données, etc.
La télédétection spatiale a bénéficié des technologies développées sur les satellites militaires de reconnaissance. Il existe des instruments de télédétection dits passifs (capteurs optique, ultraviolet, infrarouge et micro-ondes) et actifs, qui envoient et reçoivent un signal (capteurs radar et lidar). Les systèmes sont plus souvent désignés par les instruments qu'ils embarquent que par la plate-forme en elle-même d'autant que bon nombre d'entre eux disposent de plusieurs instruments couvrant différentes portions du spectre électromagnétique à différentes résolutions spatiale, spectrale et temporelle.

## Orbites
En général, les satellites effectuant de la télédétection spatiale circulent sur une orbite héliosynchrone (inférieure à 1 000 km) pour l'observation de la Terre, passant donc toujours à la même heure solaire à une latitude donnée, avec le même éclairement de la zone observée, permettant des comparaisons de scènes successives. Les satellites météorologiques modernes comme Meteosat, Météosat seconde génération circulent sur une orbite géostationnaire à environ 36 000 km de la Terre.